# Dyscyplina finansów publicznych
Dyscyplina finansów publicznych – przestrzeganie określonych przez ustawodawcę zasad prawidłowej gospodarki finansowej środkami publicznymi, których naruszenie może spowodować pociągnięcie do odpowiedzialności.
Organami właściwymi w sprawach o naruszenie dyscypliny finansów publicznych są: 
- Rzecznicy dyscypliny finansów publicznych oraz Główny Rzecznik Dyscypliny Finansów Publicznych – pełniący funkcję oskarżycieli,
- Komisje orzekające w I instancji w sprawach o naruszenie dyscypliny finansów publicznych i Główna Komisja Orzekająca – pełniące funkcję organów orzekających.

Aktami prawnymi regulującymi tę problematykę są:
- Ustawa o odpowiedzialności za naruszenie dyscypliny finansów publicznych z 17 grudnia 2004 r.
- Rozporządzenie Rady Ministrów z 5 lipca 2005 r. w sprawie działania organów orzekających w sprawach o naruszenie dyscypliny finansów publicznych oraz organów właściwych do wypełniania funkcji oskarżyciela.
- Rozporządzenie Rady Ministrów z 5 lipca 2005 r. w sprawie rejestru prowadzonego przez Główną Komisję Orzekającą w Sprawach o Naruszenie Dyscypliny Finansów Publicznych.

W dniu 11 lutego 2012 wchodzi w życie duża nowelizacja ustawy o odpowiedzialności za naruszenie dyscypliny finansów publicznych.
Naruszenie dyscypliny finansów publicznych uważa się za popełnione w czasie, w którym sprawca działał lub zaniechał działania, do którego był obowiązany. Odpowiedzialność jest ponoszona zarówno za umyślne, jak i nieumyślne naruszenie dyscypliny finansów publicznych.

## Organy właściwe w sprawach o naruszenie dyscypliny finansów publicznych
Organami orzekającymi w sprawach o naruszenie dyscypliny finansów publicznych I instancji są komisje orzekające w sprawach o naruszenie dyscypliny finansów publicznych, zwane "komisjami orzekającymi".
Organem orzekającym II instancji jest Główna Komisja Orzekająca w Sprawach o Naruszenie Dyscypliny Finansów Publicznych, zwana "Główną Komisją Orzekającą" (GKO).

## Zakres odpowiedzialności za naruszenie dyscypliny finansów publicznych

### Zakres podmiotowy
Odpowiedzialność za naruszenie dyscypliny finansów publicznych ponosi osoba, która popełniła czyn naruszający dyscyplinę finansów publicznych określony przez ustawę obowiązującą w czasie jego popełnienia. Podstawową przesłanką odpowiedzialności jest wina sprawcy. Odpowiedzialność ponosi zarówno osoba, która popełniła czyn stanowiący naruszenie, jak też osoba, która wydała polecenie dokonania takiego czynu.

### Zakres przedmiotowy
Katalog czynów stanowiących naruszenie dyscypliny finansów publicznych jest zamknięty – został określony w ustawie (art. 5–18).

## Kary
Karami za naruszenie dyscypliny finansów publicznych są: upomnienie, nagana, kara pieniężna, zakaz pełnienia funkcji związanych z dysponowaniem środkami publicznymi.
Karę pieniężną wymierza się w wysokości od 0,25 do trzykrotności miesięcznego wynagrodzenia osoby odpowiedzialnej za naruszenie dyscypliny finansów publicznych - obliczonego jak wynagrodzenie za czas urlopu wypoczynkowego - należnego w roku, w którym doszło do tego naruszenia. Jeżeli nie jest możliwe ustalenie wysokości wynagrodzenia, karę pieniężną wymierza się w wysokości od 0,25 do pięciokrotności przeciętnego wynagrodzenia.
Karę zakazu pełnienia funkcji związanych z dysponowaniem środkami publicznymi wymierza się na okres od roku do 5 lat.

## Postępowanie w sprawach o naruszenie dyscypliny finansów publicznych
Jest to szczególne postępowanie dyscyplinarne o odrębnej procedurze. Postępowanie wszczyna rzecznik dyscypliny finansów publicznych – pełniący funkcję oskarżyciela, na podstawie zawiadomienia o ujawnionych okolicznościach, wskazujących na naruszenie dyscypliny finansów publicznych.
W wyniku rozpoznania sprawy na rozprawie komisja orzekająca wydaje orzeczenie o odpowiedzialności za naruszenie dyscypliny finansów publicznych, orzeczenie o uniewinnieniu, albo orzeczenie o umorzeniu postępowania.
Postępowanie jest dwuinstancyjne; od orzeczenia komisji orzekającej w I instancji służy odwołanie do Głównej Komisji Orzekającej w Sprawach o Naruszenie Dyscypliny Finansów Publicznych. Na prawomocne orzeczenia i postanowienia Głównej Komisji Orzekającej kończące postępowanie przysługuje skarga do sądu administracyjnego. Wniesienie skargi wstrzymuje wykonanie prawomocnego orzeczenia w sprawie o naruszenie dyscypliny finansów publicznych.